# يانوش كوركزاب
يانوش كوركزاب (6 سبتمبر 1937 – 11 أبريل 2015) هو مبارز بالسيف بولندي راحل، مثّل بلاده في الألعاب الأولمبية الصيفية 1960.

## روابط رياضية
يانوش كوركزاب على موقع أوليمبيديا (الإنجليزية)
- يانوش كوركزاب على موقع اللجنة الأولمبية البولندية (مؤرشف) (البولندية)